# 李汉亭
李汉亭（1928年—2004年3月26日），山东掖县（今莱州市）人，中国男子篮球运动员、教练。1952年毕业于天津津沽大学体育系。1999年被评为新中国篮球50杰。